# Problema de la araña y la mosca

Proyección isométrica y desarrollo plano de la solución ingenua (1) y óptima (2) del problema de la araña y la mosca

El problema de la araña y la mosca es el nombre dado a un reto de matemática recreativa (con una solución poco intuitiva), que consiste en determinar la trayectoria más corta entre dos puntos dados de la superficie de un paralelepípedo recorriendo sus caras.

## Enunciado del problema
En la versión típica del rompecabezas, una habitación paralelepipédica vacía de 30 pies de largo, 12 pies de ancho y 12 pies de alto contiene una araña y una mosca. La araña está a 1 pie por debajo del techo y centrada horizontalmente en un punto de una de las paredes de 12′×12′. La mosca está a 1 pie por encima del suelo y centrada horizontalmente en la pared opuesta. El problema es encontrar la distancia mínima que la araña debe recorrer sobre las paredes, el techo y/o el suelo para alcanzar a la mosca, que permanece inmóvil.

## Soluciones
Una solución ingenua es que la araña permanezca centrada horizontalmente y suba hacia el techo, lo cruce y baje hasta la mosca, dando una distancia de 42 pies. La distancia más corta siguiendo estrictamente las reglas, 40 pies, se obtiene construyendo un desarrollo plano apropiado de la habitación y conectando la araña y la mosca con una línea recta, pero en contra de la intuición, este camino óptimo recorre cinco de las seis caras del paralelepípedo y se puede perder fácilmente.
Una solución disruptiva consiste en que la araña descienda hasta el suelo utilizando un hilo de su seda y recorra 30 pies para atravesarlo, y suba 1 pie por la pared opuesta, dando una distancia de 31 pies. De manera similar, puede subir hasta el techo, cruzarlo y luego usar un hilo de seda para bajar 11 pies, también con un resultado de 31 pies.
Para una habitación de largo l, ancho w y altura h, la araña a una distancia b por debajo del techo y la mosca a una distancia a por encima del suelo, la distancia óptima o es {\displaystyle {\sqrt {(w+h)^{2}+(b+l+a)^{2}}}}, mientras que la distancia ingenua n es {\displaystyle l+h-|b-a|}.
La tabla adyacente proporciona soluciones enteras para l, w ≤ 40, h ≤ w y o < n, ordenadas por o ascendente y luego n−o, con los valores originales en negrita.

## Historia
El problema fue planteado originalmente por Henry Dudeney en el periódico inglés Weekly Dispatch el 14 de junio de 1903, presentado en The Canterbury Puzzles (1907), y descrito posteriormente por Martin Gardner.